# Perdiu de mar australiana
La perdiu de mar australiana (Stiltia isabella) és una espècie d'ocell de la família dels glareòlids (Glareolidae) i única espècie del gènere Stiltia. Habita praderies, camps i bordells de pantans del nord i interior d'Austràlia, arribant fins a les illes de la Sonda durant l'època seca.